# Grönländische Fußballmeisterschaft 2001
Die Grönländische Fußballmeisterschaft 2001 war die 39. Spielzeit der Grönländischen Fußballmeisterschaft.
Meister wurde zum achten Mal und zum zweiten Mal in Folge N-48 Ilulissat, der damit neuer Rekordmeister wurde.

## Teilnehmer
Folgende Mannschaften nahmen an der Meisterschaft teil. Teilnehmer der Schlussrunde sind fett.
- UB-83 Upernavik
- Eqaluk-56 Ikerasak
- FC Malamuk Uummannaq
- UB-68 Uummannaq
- Disko-76 Qeqertarsuaq
- N-48 Ilulissat
- Kugsak-45 Qasigiannguit
- T-41 Aasiaat
- Ippernaq-53 Kangaatsiaq
- NBK-88 Niaqornaarsuk
- S-68 Sisimiut
- SAK Sisimiut
- Kâgssagssuk Maniitsoq
- B-67 Nuuk
- NÛK
- Nagtoralik Paamiut
- N-85 Narsaq
- K-33 Qaqortoq
- Siuteroĸ Nanortalik
- ATA Tasiilaq

## Modus
Wie im Vorjahr ist keine Vorrunde überliefert und es ist unklar, ob es noch weitere Mannschaften gab, die in einer vorherigen Runde ausgeschieden sind. In diesem Jahr wurden in der Qualifikationsrunde 20 Mannschaften in vier Gruppen mit vier bis sechs Mannschaften eingeteilt, von denen sich die besten acht für die Schlussrunde qualifizierten. Diese wurde in zwei Vierergruppen ausgetragen, wonach eine K.-o.-Phase folgte.

## Ergebnisse

### Qualifikationsrunde

#### Nordgrönland
| Pl. | Verein               | Sp. | S | U | N | Tore    | Diff. | Punkte |
| --- | -------------------- | --- | - | - | - | ------- | ----- | ------ |
| 1.  | FC Malamuk Uummannaq | 3   | 3 | 0 | 0 | 016:500 | +11   | 09     |
| 2.  | UB-83 Upernavik      | 3   | 2 | 0 | 1 | 008:900 | −1    | 06     |
| 3.  | UB-68 Uummannaq      | 3   | 0 | 1 | 2 | 005:800 | −3    | 01     |
| 4.  | Eqaluk-56 Ikerasak   | 3   | 0 | 1 | 2 | 005:120 | −7    | 01     |

|                      | Ergebnis |                      |
| -------------------- | -------- | -------------------- |
| Eqaluk-56 Ikerasak   | 2:6      | FC Malamuk Uummannaq |
| UB-68 Uummannaq      | 1:3      | UB-83 Upernavik      |
| Eqaluk-56 Ikerasak   | 2:2      | UB-68 Uummannaq      |
| FC Malamuk Uummannaq | 7:1      | UB-83 Upernavik      |
| Eqaluk-56 Ikerasak   | 1:4      | UB-83 Upernavik      |
| FC Malamuk Uummannaq | 3:2      | UB-68 Uummannaq      |

#### Diskobucht
| Pl. | Verein                  | Sp. | S | U | N | Tore    | Diff. | Punkte |
| --- | ----------------------- | --- | - | - | - | ------- | ----- | ------ |
| 1.  | Kugsak-45 Qasigiannguit | 4   | 3 | 1 | 0 | 018:400 | +14   | 10     |
| 2.  | N-48 Ilulissat          | 4   | 3 | 1 | 0 | 016:600 | +10   | 10     |
| 3.  | T-41 Aasiaat            | 4   | 1 | 0 | 3 | 012:160 | −4    | 03     |
| 4.  | Ippernaq-53 Kangaatsiaq | 4   | 1 | 0 | 3 | 007:130 | −6    | 03     |
| 5.  | Disko-76 Qeqertarsuaq   | 4   | 1 | 0 | 3 | 007:210 | −14   | 03     |

|                         | Ergebnis |                         |
| ----------------------- | -------- | ----------------------- |
| N-48 Ilulissat          | 5:1      | Disko-76 Qeqertarsuaq   |
| Kugsak-45 Qasigiannguit | 3:0      | Ippernaq-53 Kangaatsiaq |
| N-48 Ilulissat          | 3:2      | Ippernaq-53 Kangaatsiaq |
| Disko-76 Qeqertarsuaq   | 0:6      | T-41 Aasiaat            |
| N-48 Ilulissat          | 7:2      | T-41 Aasiaat            |
| Kugsak-45 Qasigiannguit | 8:1      | Disko-76 Qeqertarsuaq   |
| N-48 Ilulissat          | 1:1      | Kugsak-45 Qasigiannguit |
| Ippernaq-53 Kangaatsiaq | 3:2      | T-41 Aasiaat            |
| Ippernaq-53 Kangaatsiaq | 2:5      | Disko-76 Qeqertarsuaq   |
| Kugsak-45 Qasigiannguit | 6:2      | T-41 Aasiaat            |

#### Mittelgrönland
| Pl. | Verein                | Sp. | S | U | N | Tore    | Diff. | Punkte |
| --- | --------------------- | --- | - | - | - | ------- | ----- | ------ |
| 1.  | NÛK                   | 5   | 5 | 0 | 0 | 010:400 | +6    | 15     |
| 2.  | SAK Sisimiut          | 5   | 3 | 1 | 1 | 006:100 | +5    | 10     |
| 3.  | Kâgssagssuk Maniitsoq | 5   | 3 | 1 | 1 | 009:500 | +4    | 10     |
| 4.  | B-67 Nuuk             | 5   | 2 | 0 | 3 | 007:500 | +2    | 06     |
| 5.  | NBK-88 Niaqornaarsuk  | 5   | 1 | 0 | 4 | 003:100 | −7    | 03     |
| 6.  | S-68 Sisimiut         | 5   | 0 | 0 | 5 | 006:160 | −10   | 0      |

|                       | Ergebnis |                      |
| --------------------- | -------- | -------------------- |
| Kâgssagssuk Maniitsoq | 2:1      | NBK-88 Niaqornaarsuk |
| NÛK                   | 3:2      | S-68 Sisimiut        |
| B-67 Nuuk             | 0:1      | SAK Sisimiut         |
| Kâgssagssuk Maniitsoq | 1:0      | B-67 Nuuk            |
| NÛK                   | 1:0      | SAK Sisimiut         |
| NBK-88 Niaqornaarsuk  | 2:1      | S-68 Sisimiut        |
| Kâgssagssuk Maniitsoq | 1:2      | NÛK                  |
| NBK-88 Niaqornaarsuk  | 0:3      | SAK Sisimiut         |
| B-67 Nuuk             | 4:0      | S-68 Sisimiut        |
| Kâgssagssuk Maniitsoq | 5:2      | S-68 Sisimiut        |
| NÛK                   | 2:1      | B-67 Nuuk            |
| NBK-88 Niaqornaarsuk  | 0:2      | SAK Sisimiut         |
| Kâgssagssuk Maniitsoq | 0:0      | SAK Sisimiut         |
| NÛK                   | 2:0      | NBK-88 Niaqornaarsuk |
| B-67 Nuuk             | 2:1      | S-68 Sisimiut        |

#### Südgrönland
| Pl. | Verein              | Sp. | S | U | N | Tore    | Diff. | Punkte |
| --- | ------------------- | --- | - | - | - | ------- | ----- | ------ |
| 1.  | N-85 Narsaq         | 4   | 3 | 0 | 1 | 014:600 | +8    | 09     |
| 2.  | K-33 Qaqortoq       | 4   | 2 | 2 | 0 | 011:700 | +4    | 08     |
| 3.  | ATA Tasiilaq        | 4   | 0 | 3 | 1 | 008:100 | −2    | 03     |
| 4.  | Nagtoralik Paamiut  | 4   | 0 | 3 | 1 | 007:120 | −5    | 03     |
| 5.  | Siuteroĸ Nanortalik | 4   | 0 | 2 | 2 | 011:160 | −5    | 02     |

|                     | Ergebnis |                     |
| ------------------- | -------- | ------------------- |
| Nagtoralik Paamiut  | 3:3      | Siuteroĸ Nanortalik |
| K-33 Qaqortoq       | 2:1      | N-85 Narsaq         |
| Nagtoralik Paamiut  | 2:2      | K-33 Qaqortoq       |
| N-85 Narsaq         | 3:1      | ATA Tasiilaq        |
| Nagtoralik Paamiut  | 1:6      | N-85 Narsaq         |
| Siuteroĸ Nanortalik | 4:4      | ATA Tasiilaq        |
| Siuteroĸ Nanortalik | 2:4      | N-85 Narsaq         |
| ATA Tasiilaq        | 2:2      | K-33 Qaqortoq       |
| Nagtoralik Paamiut  | 1:1      | ATA Tasiilaq        |
| Siuteroĸ Nanortalik | 2:5      | K-33 Qaqortoq       |

### Schlussrunde

#### Vorrunde
Gruppe A
| Pl. | Verein                  | Sp. | S | U | N | Tore    | Diff. | Punkte |
| --- | ----------------------- | --- | - | - | - | ------- | ----- | ------ |
| 1.  | Kugsak-45 Qasigiannguit | 3   | 2 | 1 | 0 | 009:400 | +5    | 07     |
| 2.  | FC Malamuk Uummannaq    | 3   | 1 | 2 | 0 | 007:600 | +1    | 05     |
| 3.  | SAK Sisimiut            | 3   | 1 | 0 | 2 | 004:600 | −2    | 03     |
| 4.  | K-33 Qaqortoq           | 3   | 0 | 1 | 2 | 005:900 | −4    | 01     |

|                         | Ergebnis |                         |
| ----------------------- | -------- | ----------------------- |
| FC Malamuk Uummannaq    | 2:2      | Kugsak-45 Qasigiannguit |
| SAK Sisimiut            | 2:1      | K-33 Qaqortoq           |
| FC Malamuk Uummannaq    | 2:1      | SAK Sisimiut            |
| Kugsak-45 Qasigiannguit | 4:1      | K-33 Qaqortoq           |
| Kugsak-45 Qasigiannguit | 3:1      | SAK Sisimiut            |
| FC Malamuk Uummannaq    | 3:3      | K-33 Qaqortoq           |

Gruppe B
| Pl. | Verein                | Sp. | S | U | N | Tore    | Diff. | Punkte |
| --- | --------------------- | --- | - | - | - | ------- | ----- | ------ |
| 1.  | N-48 Ilulissat        | 3   | 3 | 0 | 0 | 010:100 | +9    | 09     |
| 2.  | NÛK                   | 3   | 2 | 0 | 1 | 008:500 | +3    | 06     |
| 3.  | N-85 Narsaq           | 3   | 1 | 0 | 2 | 005:400 | +1    | 03     |
| 4.  | Kâgssagssuk Maniitsoq | 3   | 0 | 0 | 3 | 000:130 | −13   | 0      |

|                       | Ergebnis |                       |
| --------------------- | -------- | --------------------- |
| Kâgssagssuk Maniitsoq | 0:3      | N-85 Narsaq           |
| N-48 Ilulissat        | 3:1      | NÛK                   |
| Kâgssagssuk Maniitsoq | 0:4      | NÛK                   |
| N-48 Ilulissat        | 1:0      | N-85 Narsaq           |
| NÛK                   | 3:2      | N-85 Narsaq           |
| N-48 Ilulissat        | 6:0      | Kâgssagssuk Maniitsoq |

#### Platzierungsspiele
Halbfinale
| Datum           |                         | Ergebnis |                      | Ort      |
| --------------- | ----------------------- | -------- | -------------------- | -------- |
| 24. August 2001 | Kugsak-45 Qasigiannguit | 7:1      | NÛK                  | Sisimiut |
| 24. August 2001 | N-48 Ilulissat          | 8:0      | FC Malamuk Uummannaq | Sisimiut |

Spiel um Platz 7
| Datum           |               | Ergebnis |                       | Ort      |
| --------------- | ------------- | -------- | --------------------- | -------- |
| 24. August 2001 | K-33 Qaqortoq | 3:5      | Kâgssagssuk Maniitsoq | Sisimiut |

Spiel um Platz 5
| Datum           |              | Ergebnis |             | Ort      |
| --------------- | ------------ | -------- | ----------- | -------- |
| 25. August 2001 | SAK Sisimiut | 3:0      | N-85 Narsaq | Sisimiut |

Spiel um Platz 3
| Datum           |                      | Ergebnis |     | Ort      |
| --------------- | -------------------- | -------- | --- | -------- |
| 25. August 2001 | FC Malamuk Uummannaq | 2:1      | NÛK | Sisimiut |

Finale
| Datum           |                | Ergebnis |                         | Ort      |
| --------------- | -------------- | -------- | ----------------------- | -------- |
| 25. August 2001 | N-48 Ilulissat | 2:1      | Kugsak-45 Qasigiannguit | Sisimiut |